# روجر برانز
روجر برانز (بالإنجليزية: Roger Bruns)‏ هو أمين الأرشيف ومؤرخ أمريكي، ولد في 1941.